# アレハンドロ・レンボ
ダニエル・アレハンドロ・レンボ・ベタンコール（Daniel Alejandro Lembo Betancor, 1978年2月15日 - ）は、ウルグアイ・モンテビデオ出身の元同国代表サッカー選手である。現役時代のポジションはディフェンダー（センターバック）。

## 経歴
1997年にCAベジャ・ビスタからデビューし、2000年までに56試合に出場して5得点した。2000年6月、セリエAのパルマACと契約したが、1試合に出場したのみだった。わずか1年でウルグアイに帰国するとナシオナル・モンテビデオに加入し、109試合に出場して10得点した。2003年夏、リーガ・エスパニョーラのレアル・ベティスに移籍した。2004年1月31日のホームで行われたセルタ・デ・ビーゴ戦で初得点した。2003-04シーズンこそ29試合に出場したが、残りの3シーズンは怪我などで出場機会が限られた。2007-08シーズンは地元のダヌービオFCでプレーし、2008年6月26日に2年契約でギリシャ・スーパーリーグのアリス・テッサロニキに移籍した。
ウルグアイ代表には1999年6月17日のパラグアイ戦でデビューした。同年のコパ・アメリカで準優勝した。2002年の日韓W杯に出場し、フランス戦とセネガル戦に出場した。

## 代表歴

### 出場大会
- ウルグアイ代表
  - 2002 FIFAワールドカップ

### 試合数
- 国際Aマッチ 38試合 2得点（1999年-2004年）[1]

| ウルグアイ代表 | 国際Aマッチ | 国際Aマッチ |
| 年             | 出場        | 得点        |
| -------------- | ----------- | ----------- |
| 1999           | 9           | 1           |
| 2000           | 9           | 0           |
| 2001           | 8           | 0           |
| 2002           | 6           | 0           |
| 2003           | 3           | 1           |
| 2004           | 3           | 0           |
| 通算           | 38          | 2           |

## タイトル

### クラブ
ナシオナル・モンテビデオ
- プリメーラ・ディビシオン : 2001, 2002, 2010-11

レアル・ベティス
- コパ・デル・レイ : 2004-05